# Arvid Wallman
Arvid Håkan Herbert Carlsson Wallman (ur. 3 lutego 1901 w Göteborgu, zm. 25 października 1982 w Västra Frölunda) – szwedzki skoczek do wody. Złoty medalista olimpijski z Antwerpii.
W 1920 zwyciężył w skokach prostych z wieży. Na podium stanęli również jego rodacy Nils Skoglund i John Jansson. Cztery lata później w tej samej konkurencji zajął ósme miejsce.